# Hemsby
Hemsby es un pueblo y una parroquia civil del distrito de Great Yarmouth, en el condado de Norfolk (Inglaterra).

## Demografía
Según el censo de 2001, Hemsby tenía 2973 habitantes (1426 varones y 1547 mujeres). 475 de ellos (15,98%) eran menores de 16 años, 2176 (73,19%) tenían entre 16 y 74, y 322 (10,83%) eran mayores de 74. La media de edad era de 43,87 años. De los 2498 habitantes de 16 o más años, 548 (21,94%) estaban solteros, 1499 (60,01%) casados, y 451 (18,05%) divorciados o viudos. 1359 habitantes eran económicamente activos, 1289 de ellos (94,85%) empleados y 70 (5,15%) desempleados. Había 17 hogares sin ocupar, 1221 con residentes y 288 eran alojamientos vacacionales o segundas residencias.
| 367                         | 436 | 498 | 560 | 591 | 739 | - | - | 648 | 692 | 715 | 713 | 787 | 902 | - | 1169 | 1099 |
| (Fuente: Vision of Britain) |     |     |     |     |     |   |   |     |     |     |     |     |     |   |      |      |